# Daynuunay
Daynuunay (ook: Daynunay, Deynunay) is een dorp in het district Baidoa, regio Bay, Somalië.
Daynuunay ligt 23,5 km ten zuidoosten van de regionale hoofdstad Baidoa aan de verharde weg naar Mogadishu. Dorpen in de omgeving van Daynuunay zijn Gonownog (3,8 km), Dhamaji (2 km), Grangrasle (3,2 km), Kuniyo Warabe (3 km) en Baanyale Banka (5 km).
Iets ten noorden van het dorp ligt langs de hoofdweg de legerbasis Moode-Moode (ook Modmodey, Modamode, Modu Mode of vaak gewoon Daynuunay genoemd) met een verwaarloosde airstrip. Deze basis (zie hier), en de ligging van Daynuunay vlak buiten Baidoa aan de weg naar Mogadishu, maken dat het dorp cq. de basis frequent inzet zijn geweest van gevechten tijdens Somalië's lange burgeroorlog en vaak van handen zijn gewisseld. 

## Recente geschiedenis
Op 5 oktober 2006 werd de basis ingenomen door milities van de Unie van Islamitische Rechtbanken in hun opmars naar Baidoa, waar de toenmalige Somalische Overgangsregering was gevestigd. Daarmee dreigde een imminente overname van het landsbestuur door de Rechtbanken en de vestiging van een Islamitische staat. Om dat te voorkomen en om de troepen van de overgangsregering te steunen viel Ethiopië Somalië binnen en volgde eind december 2006 een tegenoffensief, de zgn. Slag om Baidoa. Daarbij lag Daynuunay enkele dagen in de frontlinie. Het dorp kwam weer in regeringshanden, terwijl de Ethiopische troepen verder oprukten en op 28 december 2006 de Unie van Islamitische Rechtbanken verdreven uit Mogadishu.

In april 2008 begon de islamitische terreurgroep Al-Shabaab (een radicale afsplitsing van de verslagen Unie van Islamitische Rechtbanken) een opmars. Daarbij viel Daynuunay rond 28 april in hun handen. Kennelijk verloor men Daynuunay weer snel, want op 10 en 11 juli 2008 meldden de media dat Al-Shabaab kortstondig de militaire basis had overgenomen in een hit & run-aanval. Daarbij werden naar eigen zeggen wapens buitgemaakt en een aantal regeringssoldaten onthoofd. De gevechten maakten deel uit van het 'Beleg van Baidoa', een confrontatie van Al-Shabaab met de in Baidoa gevestigde Somalische Overgangsregering. Dit 'beleg' duurde van juli 2008 tot januari 2009 en eindigde met de inname van de stad door Al-Shabaab op 26 januari 2009. Tijdens dit 'beleg' werd op 1 december 2008 Daynuunay heroverd door Al-Shabaab, naar verluidt om een einde te maken aan illegale checkpoints van lokale milities. Daynuunay kwam nu voor meerdere jaren in handen van Al-Shabaab en de militaire basis werd o.m. gebruikt om lokale clan-leiders te scholen in islamitische theologie en het gebruik van wapens.
Eind februari 2012, na een bezetting van ongeveer 3 jaar, werd Baidoa bevrijd van Al-Shabaab door het Somalische leger en Ethiopische troepen, op 5 maart volgde Daynuunay. In juli 2013 verlieten de Ethiopische troepen Daynuunay teneinde het beheer over te dragen aan troepen van de Afrikaanse Unie (AMISOM).
Op 17 januari 2014 vond een veiligheidsoperatie plaats van het Somalische leger rond Moode-Moode/Daynuunay, waarbij een niet nader aangeduid aantal Al-Shabaab strijders werden opgepakt. Op 4 februari 2014 ondernamen strijders van Al-Shabaab een hit and run-aanval op Somalische strijdkrachten in Dayuunay. 
Vervolgens, op 18 en 19 februari 2014 ondernam Al-Shabaab vier pogingen de militaire basis bij het dorp in te nemen; dit mislukte door verbeten tegenstand van de Somalische strijdkrachten.
Twee maanden later, op 21 april 2014, tijdens het offensief van de Afrikaanse vredesmacht AMISOM tegen rebellen van Al-Shabaab waarbij ook Daynuunay was bevrijd, lukte dit wel -en zonder slag of stoot-, toen Somalische troepen die het dorp bezet hielden, zich hadden teruggetrokken naar Buur Hakaba. De Somalische regering heeft daarop laten weten dat het Somalische leger zijn strategie moet herzien zodat heroverde gebieden onder overheidscontrole blijven. Een dag later, op 22 april 2014, werd Daynuunay weer ingenomen door het Somalische leger met hulp van AMISOM. Momenteel (nov. 2014) is Daynuunay nog steeds in handen van de Somalische overheid. 

## Klimaat
Daynuunay heeft een tropisch klimaat met een gemiddelde jaartemperatuur van 27,5°C; de temperatuurvariatie is gering; het verschil tussen de koudste en warmste maand bedraagt maar 3,5°C (juli gemiddeld 25,8°C en maart 29,3°C). De regenval bedraagt jaarlijks ca. 545 mm. Er zijn twee droge seizoenen (van december - maart en juli - september) en twee regenseizoenen (april - mei en oktober - november).